# Erebia addendaapicalis
Erebia addendaapicalis är en fjärilsart som beskrevs av Reverdin 1909. Erebia addendaapicalis ingår i släktet Erebia och familjen praktfjärilar. Inga underarter finns listade i Catalogue of Life.